# Własność Markowa
Własność Markowa – własność procesów stochastycznych polegająca na tym, że warunkowe rozkłady prawdopodobieństwa przyszłych stanów procesu są zdeterminowane wyłącznie przez jego bieżący stan, bez względu na przeszłość. Ściślej: przyszłe stany procesu są warunkowo niezależne od stanów przeszłych.
Procesy stochastyczne, które posiadają własność Markowa, nazywamy procesami Markowa. Typowym przykładem w fizyce jest proces opisujący ruchy Browna.

## W procesach z czasem ciągłym
Dla procesów z czasem ciągłym, jeżeli {\displaystyle X(t),\ t>0} jest procesem stochastycznym, własność Markowa oznacza, że
{\displaystyle \forall h>0\quad \mathrm {Pr} {\big [}X(t+h)\leqslant y\,|\forall s\leqslant t\,\ X(s)=x(s){\big ]}=\mathrm {Pr} {\big [}X(t+h)\leqslant y\,|\,X(t)=x(t){\big ]}.}
Procesy Markowa są nazywane jednorodnymi, jeśli prawdopodobieństwa nie zależą od {\displaystyle t} (więc dla każdego {\displaystyle t} pozostają te same):
{\displaystyle \forall t,h>0\quad \mathrm {Pr} {\big [}X(t+h)\leqslant y\,|\,X(t)=x{\big ]}=\mathrm {Pr} {\big [}X(h)\leqslant y\,|\,X(0)=x{\big ]},}
a w przeciwnym wypadku niejednorodnymi.
Jednorodne procesy Markowa, zwykle prostsze niż niejednorodne, są najważniejszą klasą procesów Markowa.

## W procesach z czasem dyskretnym
Dla dyskretnych procesów Markowa (tzw. łańcuchów Markowa):
{\displaystyle P(X_{n+1}\leqslant y|X_{0},X_{1},X_{2},\dots ,X_{n})=P(X_{n+1}\leqslant y|X_{n}).}
Analogicznie do procesów z czasem ciągłym, łańcuchy Markowa są nazywane jednorodnymi, jeśli prawdopodobieństwa nie zależą od indeksu stanu {\displaystyle n{:}}
{\displaystyle P(X_{n+1}\leqslant y|X_{n})=P(X_{1}\leqslant y|X_{0}).}

## Mocna własność Markowa
Mocna własność Markowa oznacza, że powyższe równania są spełnione nie tylko dla dowolnego ustalonego czasu {\displaystyle t} (albo w przypadku dyskretnym dla ustalonego {\displaystyle n}), lecz dla czasu będącego zmienną losową zależną od przeszłości procesu. Mocna własność Markowa implikuje własność Markowa, odwrotna implikacja jednak nie zachodzi.